# 小倉晋
小倉 晋（おぐら すすむ、別表記:小倉晉、1943年1月1日 - ）は、日本の地方公務員、土木技術系公務員。神戸市水道局水道技術管理者、神戸市水道事業管理者、阪神水道企業団副企業長を歴任。

## 経歴
1966年 (昭和41年) 4月 神戸市役所に入庁し、水道局技術部工務課配属。1974年4月 同技術部計画課設計係長。1986年4月 同垂水配水管理事務所長。1988年4月 同計画課長。1989年 (平成元年) 4月 同配水課長。1992年4月、同中部センター所長。1994年4月 技術部長・水道技術管理者。
1995年1月 同職で阪神・淡路大震災が発生。数ヵ月間で被害状況の把握と復旧、その過程で得られた教訓に基づく復興計画の策定に追われた。
1997年4月 同参与（技術部長事務取扱）・水道技術管理者。1998年4月 藤田徹の後任として神戸市水道事業管理者。神戸市の給水開始100周年記念事業に取り組んだ。2003年3月 石井真澄を後任として退任。
同年8月、阪神水道企業団副企業長。同年10月、日本水道協会会長表彰功労賞受賞。2004年10月、水道関係功労者厚生労働大臣表彰。2009年8月、退任。
2021年12月、日本水道協会名誉会員。

## 著作
- 「水道の被害状況と復旧活動 (特集 阪神大震災の被害状況と復旧活動)」(1996)
- 「30kmの大容量送水管 未知の可能性を秘め--神戸市 (特別企画・地震対策を考える(上)) -- (わが街・わが水道の地震対策)」 (1997)
- 「バルトンと神戸市の水道--創設水道の設計を委嘱明治33年悲願の通水 (特集 W.K.バルトン没後100年(上))」 (1999)
- 「阪神・淡路大震災の教訓に基づく神戸市水道システムの震災復興 (IWSA地震対策ワークショップ特集号) -- (セッション4:災害対策と応急復旧)」 (1999) [6]